# Морен, Эдгар
Эдга́р Море́н (фр. Edgar Morin, собственно Эдгар Наум / Нахум, фр. Edgar Nahoum, 8 июля 1921, Париж) — французский философ и социолог.

## Биография
Родился в семье евреев-сефардов, отец — мелкий коммерсант родом из Салоник. Мать умерла, когда сыну было 10 лет. Учился в Сорбонне на историка. Со времени Гражданской войны в Испании придерживается социалистических воззрений. Вступил в коммунистическую партию.
После вторжения во Францию нацистской Германии выехал в южную, не оккупированную зону, и осел в Тулузе, помогая беженцам. Активный участник Сопротивления, в котором подружился с Франсуа Миттераном и взял псевдоним Морен. После Второй мировой войны служил во французской оккупационной зоне Германии в чине лейтенанта, был репортёром и главой Бюро информации (1945—1946).
После возвращения в Париж в 1946 году начал научную карьеру в коммунистической Группе марксистских исследований. Был главным редактором парижского коммунистического листка «Сражающийся патриот» (1947—1950). С 1949 года, наблюдая за нарастанием антисемитизма и политическими репрессиями против лидеров компартий в странах «народной демократии» (процесс Сланского в Чехословакии и Ласло Райка в Венгрии), отходит от ФКП. В 1951 году исключён из партии за антисталинистские высказывания в статье для журнала «L’Observateur politique, économique et littéraire». Остался на политических и философских позициях марксизма (дополненного феноменологией и экзистенциализмом), примыкал к леворадикальной группе «Социализм или варварство». Входил в состав «Социалистического левого союза», участвовавшего в учреждении Объединённой социалистической партии. В 1955 году стал одним из организаторов Комитета против войны в Алжире (однако при этом поддерживал не ФНО, а Мессали Хаджа).
При поддержке Мориса Мерло-Понти поступил в Национальный центр научных исследований (CNRS). В 1957 году вместе с Жаном Дювиньо и Роланом Бартом стал одним из основателей левого философско-социологического журнала «Аргументы» (был его главным редактором до 1962 года), основал и возглавил Центр исследований массовых коммуникаций. В 1960-е много работал и преподавал в Латинской Америке (посетил Бразилию, Чили, Боливию, Перу), в Мексике создал Университет Эдгара Морена.
В 1968 году сменил Анри Лефевра в Университете Нантера и был вовлечён в студенческие протесты «Красного мая», а также посвятил им в газете «Монд» циклы статей под названием «Студенческая Коммуна» и «Безликая революция».
Дочь — антрополог Вероник Грапп-Наум.

## Труды и признание

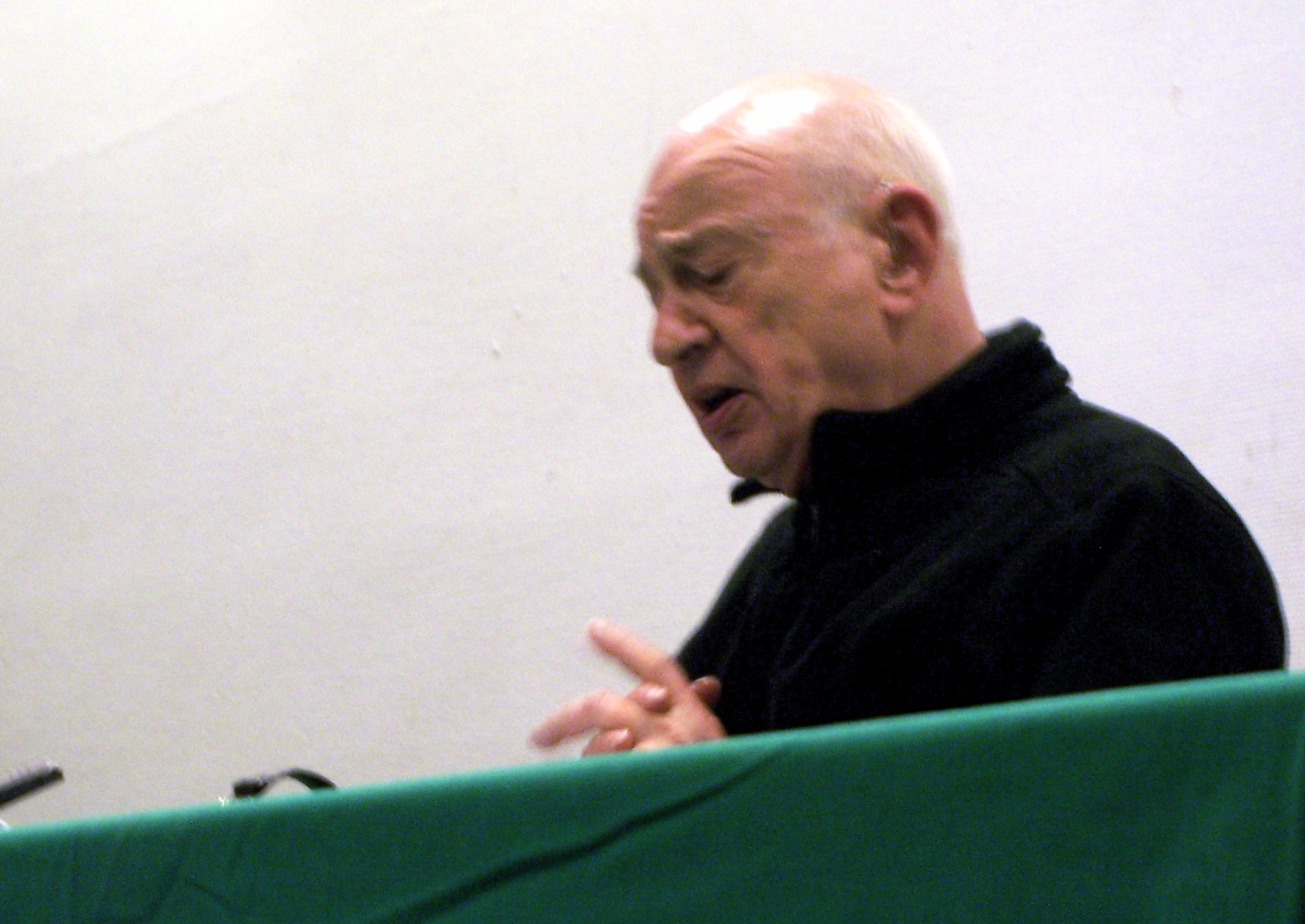
Эдгар Морен, 2006

Основные работы посвящены современной западной цивилизации, массовой культуре, месту интеллектуалов в нынешнем мире. Опираясь на идеи Жака Моно, Джона фон Неймана, Ильи Пригожина и др., развивает проект комплексной социологии, в центре которой — принципы непредопределённости, самоорганизации и диалогичности. Пионерскими стали введенные Мореном формы «социологической вылазки», группового, близкого к этнографическому обследования и описания «одного случая» — «Коммуна во Франции: Метаморфозы Плозеве» (1967) и «Слухи в Орлеане» (1969), а также жанр социологического дневника («Калифорнийский дневник», 1970), а также использование фото- и кинодокументов в социологии (документальный фильм «Хроника одного лета», 1961, с режиссёром и антропологом Жаном Рушем; приз Международной федерации кинопрессы /ФИПРЕССИ/ на Каннском кинофестивале). Сводный труд, обобщающий теоретические взгляды Морена, — шеститомный «Метод» (1977—2004).
Книги и статьи Морена переведены на многие языки мира, особенно интересуются ими в Испании, Португалии, Латинской Америке. Морен — почётный доктор более 15 университетов мира, командор Ордена Почётного легиона и Ордена искусств и литературы, кавалер Большого креста ордена Св. Иакова и Меча (Португалия), Великий офицер ордена Гражданских заслуг (Испания), удостоен Европейской премии Шарля Вейонна за эссеистику (1987), Международной премии Виареджо (1989), Международной премии Каталонии (1994), Золотой медали ЮНЕСКО и др.
С 2008 в Высшей школе социальных наук действует Центр Эдгара Морена.

## Избранные труды
- L’Homme et la mort (1951)
- Le cinéma ou l’homme imaginaire (1956)
- Les Stars (1957)
- Commune en France. La métamorphose de Plozevet (1967)
- La Rumeur d’Orléans (1969)
- Journal de Californie (1970)
- Le paradigme perdu: la nature humaine (1973)
- La Méthode (6 volumes)
  - La Nature de la nature (1977)
  - La Vie de la vie (1980)
  - La Connaissance de la connaissance (1986)
  - Les Idées (1991)
  - L’Humanité de l’humanité (2001)
  - L'Éthique complexe (2004)
- Pour sortir du XXe siècle (1981)
- De la nature de l’URSS (1983)
- Introduction à la pensée complexe (1990)
- Mes démons (1994)
- Relier les connaissances(1999)
- Les Sept savoirs nécessaires à l'éducation du futur (2000)
- Pour une politique de civilisation (2002)
- La Violence du monde (2003, в соавторстве с Ж. Бодрийяром)
- Le monde moderne et la question juive (2006)

## Публикации на русском языке
- О природе СССР: Тоталитарный комплекс и новая империя. — М.: РГГУ, 1995. — 218,[2] с. ISBN 5-7281-0009-0
- Метод. Природа Природы. / Перевод с французского Е. Н. Князевой. — М.: Прогресс-Традиция, 2005. — Изд. 2-е, доп. М.: «Канон+» РООИ «Реабилитация», 2013. — 488 с.
- Образование в будущем: семь неотложных задач / Перевод с французского Е. Н. Князевой. // Синергетическая парадигма. Синергетика образования. М.: Прогресс-Традиция, 2007. С. 26-96.
- К пропасти? / Пер. с франц. Г. Наумовой. — СПб. : Алетейя, 2015. — 134 с.
- О сложностности. / Перевод с французского Я. И. Свирского. — М.: Институт общегуманитарных исследований, 2019.